# DARwIn-OP

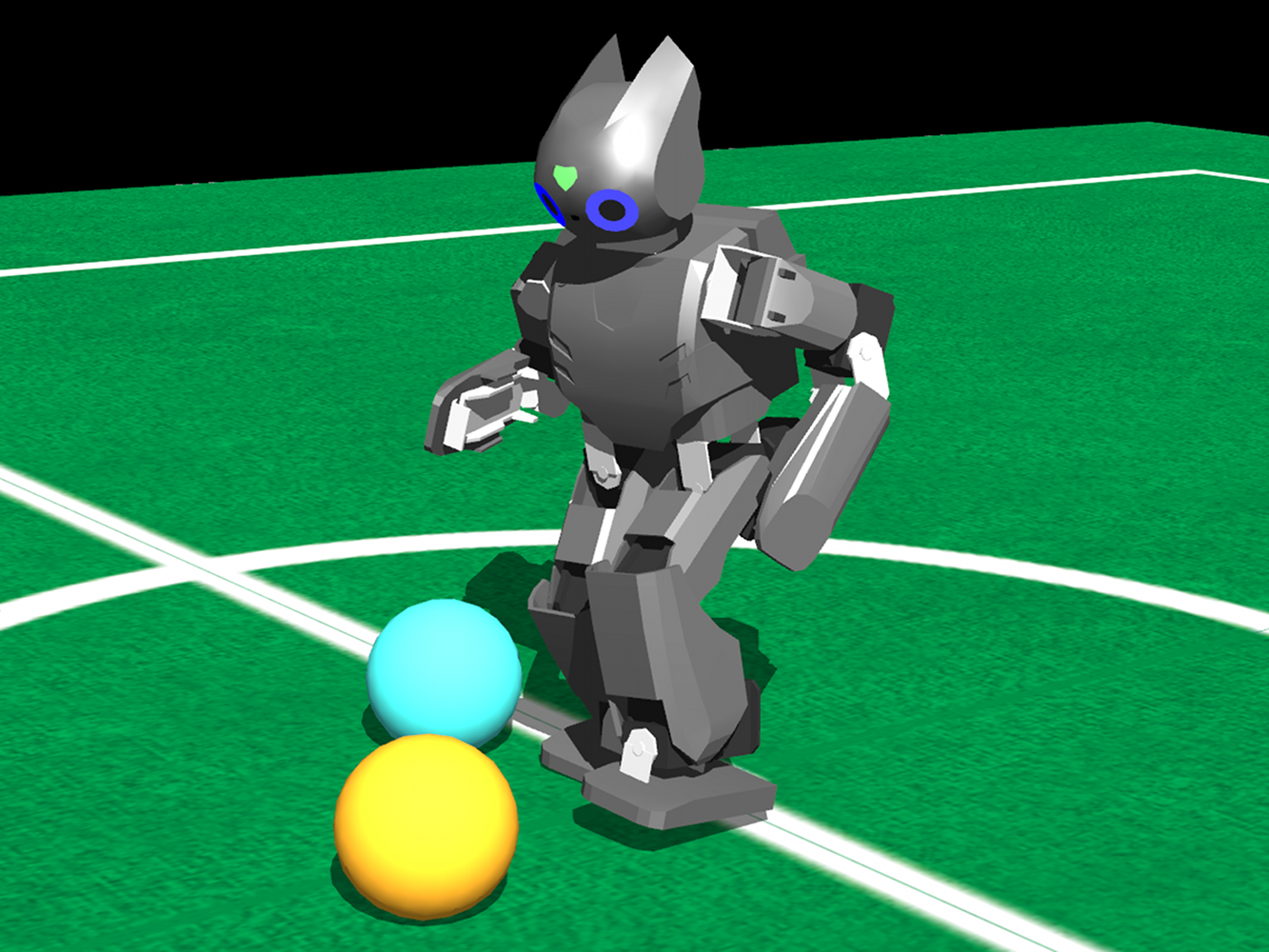
شبیه‌سازی یک ربات DARwIn-OP

DARwIn-OP (به انگلیسی: Dynamic Anthropomorphic Robot with Intelligence–Open Platform) مخفف ربات انسان‌انگار پویا با هوش-سکوی باز است که یک پلتفرم ربات انسان‌نمای مینیاتوری دارای قدرت محاسباتی پیشرفته، حسگرهای پیچیده، ظرفیت بالای حمل بار و توانایی حرکت پویا است که توسط شرکت کره‌ای تولیدکننده ربات، ROBOTIS و با همکاری دانشگاه ایالتی و مؤسسه پلی‌تکنیک ویرجینیا، دانشگاه پردو و دانشگاه پنسیلوانیا توسعه یافته و تولید می‌شوند.

## مشخصات

### DARwIn-OP
- تولید آن متوقف شد و با ROBOTIS OP2 جایگزین شد - مشخصات جدید در زیر
- ارتفاع: ۴۵۴٫۵ میلی‌متر (۱۷٫۸۹ اینچ)
- وزن: ۲٫۹ کیلوگرم (۶٫۴ پوند)
- سرعت راه رفتن به طور پیش‌فرض: ۲۴٫۰ سانتی‌متر بر ثانیه (۹٫۵ اینچ بر ثانیه) ۰٫۲۵ ثانیه بر قدم
- زمان ایستادن از روی زمین به طور پیش‌فرض: ۲٫۸ ثانیه (رو به پایین) و ۳٫۹ ثانیه (رو به بالا)
- PC تعبیه شده: ۱٫۶ گیگاهرتز اینتل اتم Z530 (۳۲ بیت) بر روی برد به همراه ۴ گیگابایت حافظه اس‌اس‌دی
- کنترلر مدیریت (CM-730): آرم CortexM3 STM32F103RE با سرعت ۷۲ مگا هرتز
- قیمت: ۱۲۰۰۰ دلار

## برنامه‌های مختلف
| کشور                | برنامه      | دانشگاه                 | ویدئو |
| ------------------- | ----------- | ----------------------- | ----- |
| ایالات متحده آمریکا | حرکات DDR   | دانشگاه پردو            | [ ۲ ] |
| ایالات متحده آمریکا | لیفتراک     | دانشگاه نوادا، لاس وگاس |       |
| کانادا              | اسکی        | دانشگاه منیتوبا         | [ ۳ ] |
| ایالات متحده آمریکا | رانندگی     | دانشگاه درکسل           | [ ۴ ] |
| ایالات متحده آمریکا | حمل آب      | دانشگاه نوادا، لاس وگاس |       |
| ایالات متحده آمریکا | گلف         | دانشگاه پردو            | [ ۵ ] |
| کانادا              | هاکی روی یخ | دانشگاه منیتوبا         | [ ۶ ] |

## مسابقات
در حال حاضر این پلتفرم در رقابت‌های ICRA، روبوکاپ، فیرا و Humabot استفاده می‌شود. لینک‌های زیر:
- IEEE ICRA Robot Challenge[۷]
- روبوکاپ[۸]
- فیرا[۹]
- IEEE Humanoids